# Maestro del trittico di Camerino
Le Maestro del trittico di Camerino (Maître du triptyque de Camerino ) ou Maestro del trittico del 1454 est un peintre italien anonyme du XVe siècle, qui fut actif à Camerino dans les Marches. 
On lui attribue certaines œuvres restées anonymes à partir d'un profil stylistique et d'éléments communs ou similaires chronologiquement proches du triptyque de Camerino de 1454.
L'épithète  del trittico di Camerino provient du fait que cette œuvre se trouve à Camerino dans les Marches.